# Djamaat islamique du Daghestan
Le Djamaat islamique du Daghestan, connu en Russie sous le nom de zone Kadar (russe : Кадарская зона), est une entité politique islamiste du  raïon de Bouïnaksk au Daghestan composée des villages fortifiés de Kadar, Karamakhi et Chabanmakhi. À la fin des années 1990, le Djamaat, fortement influencé par le wahhabisme militant, déclare son indépendance et expulse les responsables du Daghestan de la région. Après une série de conflits armés avec la police du Daghestan et les musulmans modérés locaux, le Djamaat se sépare du contrôle gouvernemental. La charia est introduite dans les villages, la Constitution russe est déclarée nulle et une alliance est signée avec les forces tchétchènes dans le but d'établir une république islamique indépendante dans le Caucase.
Des militants basés en Tchétchénie dirigés par les seigneurs de guerre Chamil Bassaïev et Ibn al-Khattab lancent une invasion armée du Daghestan à l'automne 1999. Alors que l'invasion est écrasée par les civils du Daghestan et les troupes russes, une attaque militaire punitive est lancée contre le Djamaat. Dans les combats qui suivront, les trois villages sont détruits et les militants de Djamaat quittent la région le 15 septembre 1999.